# Amt Harsewinkel
Das Amt Harsewinkel war bis 1972 ein Amt im Osten des damaligen Kreises Warendorf in Nordrhein-Westfalen, Deutschland mit Sitz in der amtsangehörigen Stadt Harsewinkel. Es setzte sich zuletzt aus der Stadt Harsewinkel sowie den beiden Gemeinden Greffen und Marienfeld zusammen. Durch das Bielefeld-Gesetz wurde das Amt zum 31. Dezember 1972 aufgelöst. Rechtsnachfolgerin ist die Stadt Harsewinkel, die gleichzeitig zum Kreis Gütersloh im Regierungsbezirk Detmold kam.

## Geschichte
Die Säkularisation nach dem Reichsdeputationshauptschluss von 1803 führte zur Auflösung des Hochstifts Münster. Der östliche Teil des Münsterlandes einschließlich der Stadt Münster fiel an das Königreich Preußen und bildete in diesem das Erbfürstentum Münster. Ferner wurden am 23. Dezember 1803 die Landrätlichen Kreise Warendorf, Beckum, Lüdinghausen und Münster eingerichtet. Im Landrätlichen Kreis Warendorf wurde zum 1. Januar 1804 ein Amt Harsewinkel eingerichtet, zu dem das Wigbold Harsewinkel, das Kirchspiel Harsewinkel mit den Bauerschaften Beller, Rheda, Überems, Oester, Remse sowie die Hovesaat des aufgehobenen Klosters Marienfeld gehörten. Das Wigbold Harsewinkel durfte sich von nun an Stadt Harsewinkel nennen. Durch königliche Kabinettsorder am 6. Juli 1804 werden die Bauerschaften Oester und Remse sowie die Hovesaat des Klosters zur politischen Gemeinde Marienfeld zusammengefasst. Damit war der Zustand vor der Gründung des Klosters im Jahr 1185 wiederhergestellt. Das erste Amtshaus stand in Marienfeld, weil von dort auch der erste Bürgermeister, Wilhelm Anton Linzen stammt. Die Harsewinkler ärgerten sich darüber, weil sie den Bürgermeister lieber in Harsewinkel gehabt hätten.
1806 wurde das Münsterland von Napoleon besetzt und 1808 wurde dem Großherzogtum Berg zugeordnet. Dabei wurde eine völlig neue Verwaltungsstruktur nach französischem Vorbild geschaffen. Aus dem Amt Harsewinkel wurde die Mairie bzw. Bürgermeisterei Harsewinkel, die zum Kanton Sassenberg des Arrondissements bzw. Bezirks Münster im Département Ems gehörte. Von 1811 bis 1813 gehörten der Kanton Sassenberg zum Département Ruhr des Großherzogtums Berg.
Nach dem Ende der Franzosenzeit fiel das Münsterland wieder an Preußen, das zum 1. Januar 1816 die Provinz Westfalen schuf. Innerhalb der Provinz wurde der Regierungsbezirk Münster gebildet, der in insgesamt zehn Kreise eingeteilt wurde. Die Bürgermeisterei Harsewinkel gehörte fortan zum neuen Kreis Warendorf. 1820 wurde Greffen aus der Bürgermeisterei Sassenberg herausgelöst und der Bürgermeisterei Harsewinkel zugeschlagen. Damit deckte sich das Gebiet der Bürgermeisterei mit der Grundherrschaft des ehemaligen Klosters.
Im Rahmen der Einführung der Landgemeinde-Ordnung für die Provinz Westfalen wurde 1844 aus der Bürgermeisterei Harsewinkel das Amt Harsewinkel gebildet. Das Amt setzte sich aus der Stadt Harsewinkel sowie den Gemeinden Kirchspiel Harsewinkel, Greffen und Marienfeld zusammen.
1937 wurde die Gemeinde Kirchspiel Harsewinkel in die Stadt Harsewinkel eingemeindet. Im Rahmen des Bielefeld-Gesetzes wurden zum 1. Januar 1973 Harsewinkel, Greffen und Marienfeld zu einer neuen Stadt Harsewinkel zusammengeschlossen, die gleichzeitig in den ostwestfälischen Kreis Gütersloh umgegliedert wurde.

## Bürgermeister, Amtmänner und Amtsdirektoren
Bis 1919 waren die Amtmänner auch gleichzeitig Bürgermeister von Harsewinkel:
- 1804–1818: Wilhelm Anton Linzen
- 1818–1846: Eduard Wendland
- 1836–1838: Carl Anton Diericks (kommissarisch als Vertretung für Wendland)
- 1846–1852: Johannes Wildermann
- 1853–1891: Georg Diepenbrock (* 3. Mai 1819; † 12. April 1892)
- 1891−1919: August Diepenbrock (* 4. März 1858; † 11. August 1919)

Nach 1919 waren die Bürgermeister von Harsewinkel und die Amtmänner getrennte Ämter. Ab 1927 wurde der Amtmann Amtsbürgermeister genannt. Nach 1945 wurde die britische Gemeindeordnung eingeführt und der Amtsbürgermeister wurde Amtsdirektor.
- 1919–1923: Karl Agethen
- 1923–1929: Paul Kirchner
- 1930–1945: Hermann Storp
- 1945–1948: Heinz Kollas
- 1949−1971: August Haverkamp
- 1971–1972: Bernhard Kemmner

1946 wurde das Amt des Amtsbürgermeisters eingeführt. Dies war ein Ehrenamt; der Amtsbürgermeister stand dem Amtsrat vor.
- 1945–1948: Bernhard Overesch
- 1948: Gerhard Deppenwiese sen.
- 1948–1952: Heinrich Grawe gt. Vogelsang
- 1952–1956: August Meyer zu Rheda
- 1956–1961: Heinrich Grawe gt. Vogelsang
- 1961–1972: August Meyer zu Rheda

## Einwohnerentwicklung
| Jahr            | Einwohner |
| --------------- | --------- |
| 1832            | 4.599     |
| 1841            | 4.485     |
| 1858            | 4.442     |
| 1885            | 3.986     |
| 1910            | 4.486     |
| 1925            | 4.947     |
| 1933            | 5.597     |
| 1939            | 6.465     |
| 1950 (13. Sep.) | 8.752     |
| 1961 (6. Juni)  | 10.975    |
| 1972 (31. Dez.) | 16.950    |